# Dióxido de estanho
Dióxido de estanho é o composto inorgânico com a fórmula SnO2. A forma mineral do SnO2 é chamada cassiterita, e este é o principal minério de estanho. Com muitos outros nomes, esse óxido de estanho é um material importante na química do estanho. É um sólido incolor, diamagnético e anfotérico.